# Saxidomus gigantea
Saxidomus gigantea är en musselart som först beskrevs av Gérard Paul Deshayes 1839.  Saxidomus gigantea ingår i släktet Saxidomus och familjen venusmusslor. Inga underarter finns listade i Catalogue of Life.
Höger och vänster klaff av samma exemplar:

Höger klaff
Vänster klaff